# Beck (musiker)
 For alternative betydninger, se Beck. (Se også artikler, som begynder med Beck)
Beck Hansen (født Bek David Campbell, 8. juli 1970 i Los Angeles) er en amerikansk musiker og singer-songwriter. Han brød i 1994 igennem med singlen Loser fra albummet Mellow Gold. Han er kendt for idiosynkratiske kompositioner og genreblandinger.

## Diskografi
- Golden Feelings (1993)
- Stereopathetic Soulmanure (1994)
- A Western Harvest Field By Moonlight (1994)
- One Foot In The Grave (1994)
- Mellow Gold (1994)
- Odelay (1996)
- Mutations (1998)
- Midnite Vultures (1999)
- Sea Change (2002)
- Guero (2005)
- Guerolito (2005)
- The Information (2006)
- Modern Guilt (2008)
- Morning Phase (2014)
- Colors (2017)
- Hyperspace (2019)

### Singler
| Single                    | Album             | År   |
| ------------------------- | ----------------- | ---- |
| Loser                     | Mellow Gold       | 1994 |
| Beercan                   | Mellow Gold       | 1994 |
| Pay no mind (Snoozer)     | Mellow Gold       | 1994 |
| Where it´s at             | Odelay            | 1996 |
| Devil´s Haircut           | Odelay            | 1996 |
| The New Pollution         | Odelay            | 1997 |
| Sissyneck                 | Odelay            | 1997 |
| Jack-Ass                  | Odelay            | 1997 |
| Tropicalia                | Mutations         | 1998 |
| Cold Brains               | Mutations         | 1999 |
| Nobody´s Fault But My Own | Mutations         | 1999 |
| Sexx Laws                 | Midnite Vultures  | 1999 |
| Mixed Bizness             | Midnite Vultures  | 2000 |
| Nicotine & Gravy          | Midnite Vultures  | 2000 |
| Lost Cause                | Sea Change        | 2002 |
| The Golden Age            | Sea Change        | 2002 |
| Guess I'm Doing Fine      | Sea Change        | 2002 |
| Lonesome Tears            | Sea Change        | 2003 |
| Little One                | Sea Change        | 2003 |
| E-Pro                     | Guero             | 2005 |
| Girl                      | Guero             | 2005 |
| Hell Yes                  | Guero             | 2005 |
| Nausea                    | The Information   | 2006 |
| Cellphone´s Dead          | The Information   | 2006 |
| Think I'm in love         | The Information   | 2006 |
| Timebomb                  | Timebomb - single | 2007 |
| Chemtrails                | Modern Guilt      | 2008 |
| Gamma Ray                 | Modern Guilt      | 2008 |